# 佐藤創
佐藤 創（さとう はじめ、1942年 - ）は、日本の数学者、元専修大学教授。専修大学情報科学センター長、私立大学情報教育協会理事、大学入試センター法科大学院適性試験問題作成研究会委員などを歴任。中央大学理工学部、明治大学理工学部、武蔵大学、東京大学、電気通信大学、放送大学、神戸大学、上智大学などで非常勤講師を兼務。

## 経歴
出典は、『佐藤創教授 履歴・業績』による。
- 1967年（昭和42年）3月 - 東京大学工学部計数工学科数理コース卒業
- 1968年（昭和43年） - 上智大学理工学部数学科非常勤講師
- 1969年（昭和44年） - 上智大学理工学部数学科助手
- 1975年（昭和50年） - 専修大学経営学部講師
- 1978年（昭和53年） - 専修大学経営学部助教授
- 1984年（昭和59年） - 専修大学経営学部教授
- 1993年（平成5年）10月 - 工学博士（東京大学）、[3]
- 2001年（平成13年） - 専修大学ネットワーク情報学部教授
- 2007年（平成19年） - 2011年（平成23年）専修大学情報科学センター長
- 2013年（平成25年） - 専修大学を定年退職。

## 著者
- 『プログラミングテクニック』（共著）、総合出版、1970年10月
- 『FORTRAN解説』（共著）、実教出版、1976年10月
- 『現代数学小辞典』（共著）、講談社ブルーバックス、1977年6月
- 『現代応用数学』（共著）、放送大学教材、日本放送出版協会、1987年3月
- 『応用システム数学』（共著）、共立出版、1996年8月
- 『情報源符号化－無歪みデータ圧縮』（共著）、培風館、1998年12月

## 翻訳
- C.ベルジュ、『グラフの理論（I，Ⅱ，Ⅲ）』（共訳）、サイエンス社、1976年6月
- R.セジウィック、『アルゴリズム第1~3巻』（共訳）、近代科学社、1992年2月

## 研究業績
- “On the Confirmation of R. Carnap”、日本数学会、応用数学分科会、1971年
- 「概念形成の一つのモデル」、行動計量学シンポジウム、1971年
- 「PN系列に於る連(run)の性質に関する一定理」（共著）、電子情報通信学会全国大会、1975年
- 「情報理論におけるゲーム」、専修経営研究年報No.5、1981年
- 「多重情報源の誤りなし符号化について」、専修大学情報科学研究No.1、1981年
- 「多重情報源の誤りなし符号化について」、電子情報通信学会技術研究報告IT82-18、1982年
- 「多重情報源の誤りなし伝送率領域について－固定長符号化の場合」、専修情報科学研究No.3、1982年
- 「多重情報源の誤りなし伝送率領域について－可変長符号化の場合」、専修情報科学研究No.4、1983年
- 「Shannon-Fano符号の一般化としての算術符号－情報圧縮の技法に関する一考察」、専修大学情報科学研究No.5、1984年
- 「算術符号とShannon-Fano符号」、電子情報通信学会技術研究報告IT85-41、1985年
- 「ランレングス制約のある符号の算術符号化による生成」、電子情報通信学会技術研究報告IT87-94、1988年
- （共著）“Feedback Codes with Uniformly Bounded Codeword Lengths and Zero-Error Capacities”，IEEE Trans. Information Theory，May 1991
- “On the variable length source coding theorems with epsilon-error probability”，Information Science and Applied Mathematics，March 1992
- 「情報理論における組合せ問題」、京都大学数理解析研究所講究録853、1993年
- “Some Combinatorial Problems in Information Theory”，Information Science and Applied Mathematics，Dec. 1994
- 「ウェーブレット変換と算術符号」、日本数学会、応用数学分科会、2000年9月
- 「離散ウェーブレット変換の行列表現」、日本数学会、応用数学分科会、2000年9月
- 「ウェーブレットであるための条件に関する一考察」、日本応用数理学会年会、2006年9月
- 「ウェーブレット関数の連続性・不連続性について」、日本応用数理学会年会、2007年9月
- 「スケーリング関数の双対性について」、日本応用数理学会年会、2008年9月

## 国際学会報告
- “On the Instantaneous Code for Multiple Information Sources”，IEEE IST(Les Arcs, France)，June 1982
- “Variable Length Coding Extends the Zero-Error Rate Regions for Multiterminal Channel”，IEEE IST(Kobe)，June 1988
- “On the Error Probability for Variable Length Source Coding”，IEEE IST(Kobe)，June 1988
- “Arithmetic Hash Functions”，IEEE IST(Kobe)，June 1988
- “On variable length source coding under epsilon fidelity criterion”，IEEE IST(Budapest)，June 1991
- “Supplement to Theorem for Biorthogonal Bases of Wavelets and a Consideration of Four-term Sequence(hn)”，IEEE IST(Seoul)，October 2006
- “A Consideration on Scaling Function of Wavelets”，IEEE IST(Auckland)，December 2008

## 専修大学における教育研究
佐藤創は、坂本實と渾沌という中国の古い寓話を共有していた。佐藤は、「五感で捉えられるものは分かりやすい。しかし分かりやすい五感だけに頼ると、ものの本質を見逃す恐れがあると、示唆しているように思う。」と解説する。これは形式知だけでなく暗黙知が重要であることを意味している。